# NGC 5614
NGC 5614 هي مجرة حلزونية تقع في كوكبة العواء. وهو العضو الأساسي في الثلاثي Arp 178 من مجرات التفاعل مع NGC 5613 وNGC 5615.

## وصلات خارجية
- NGC 5614 على موقع ويكي سكاي: DSS2, SDSS, GALEX, IRAS, Hydrogen α, X-Ray, Astrophoto, Sky Map, Articles and images